# Henning Bommel
Henning Bommel (Finsterwalde, 23 de fevereiro de 1983) é um desportista alemão que compete no ciclismo nas modalidades de pista, especialista nas provas de perseguição por equipas e madison, e rota.
Ganhou uma medalha de bronze no Campeonato Mundial de Ciclismo em Pista de 2013  e três medalhas no Campeonato Europeu de Ciclismo em Pista, nos anos 2012 e 2014.
Participou nos Jogos Olímpicos de Verão de 2016, ocupando o 5.º lugar na prova de perseguição por equipas.

## Medalheiro internacional
| Campeonato Mundial | Campeonato Mundial     | Campeonato Mundial | Campeonato Mundial      |
| Ano                | Lugar                  | Medalha            | Competição              |
| ------------------ | ---------------------- | ------------------ | ----------------------- |
| 2013               | Minsk ( Bielorrússia)  | Medalha de bronze  | Madison                 |
| Campeonato Europeu |                        |                    |                         |
| Ano                | Lugar                  | Medalha            | Competição              |
| 2012               | Panevėžys ( Lituânia)  | Medalha de prata   | Perseguição por equipas |
| 2014               | Baie-Mahault ( França) | Medalha de prata   | Perseguição por equipas |
| 2014               | Baie-Mahault ( França) | Medalha de bronze  | Pontuação               |

## Palmarés
- 2006
  - 1 etapa da Volta à Sérvia
- 2008
  - 1 etapa do Volta à Bulgária